# SAXESS Trade
SAXESS Trade är den börsterminal som sedan 1998 erbjuds mäklare som handlar aktier på Stockholmsbörsen. Det är en client-server applikation som lagrar data i en SQL Server. Det interna binärprotokollet heter TNP. Koden är huvudsakligen C++.
SAXESS Trade använder sig dels av XTP-protokollet för att kommunicera med börssystemet SAXESS, dels av en FIX-version av XTP.
SAXESS Trade är funktionellt bred men ej djup. Detta beror på börsens beslut att låta börssystemets fulla funktionalitet speglas i SAXESS Trade.